# Кепушу-Мік
Кепушу-Мік (рум. Căpușu Mic) — село у повіті Клуж в Румунії. Входить до складу комуни Кепушу-Маре.
Село розташоване на відстані 343 км на північний захід від Бухареста, 26 км на захід від Клуж-Напоки.

## Населення
За даними перепису населення 2002 року у селі проживали 834 особи.
Національний склад населення села:
| Національність | Кількість осіб | Відсоток |
| -------------- | -------------- | -------- |
| угорці         | 442            | 53,0%    |
| румуни         | 302            | 36,2%    |
| цигани         | 88             | 10,6%    |

Рідною мовою назвали:
| Мова      | Кількість осіб | Відсоток |
| --------- | -------------- | -------- |
| угорська  | 438            | 52,5%    |
| румунська | 308            | 36,9%    |
| циганська | 84             | 10,1%    |